# Бодзялівка
Бодзялівка (рос. Бадзяловка, Бадяловка) — колишній населений пункт (урочище) Вишевицької волості Радомисльського повіту Київської губернії та Великорачанської сільської ради Радомишльського району Малинської і Волинської округ.

## Населення
В 1900 році нараховувалося 3 двори та 15 мешканців, з них: 9 чоловіків та 6 жінок.

## Історія
В кінці 19 століття — урочище Вишевицької волості Радомисльського повіту Київської губернії. Відстань до центру повіту, м. Радомисль, де розміщувалися найближчі поштово-телеграфна станція — 18 верст, до волосного центру, с. Вишевичі, де знаходилася також найближча поштова земська станція — 10 верст, до найближчої залізничної станції (Фастів) — 70 верст, до найближчої пароплавної станції (в Києві) — 76 верст. Головне заняття мешканців — хліборобство. Землі — 120 десятин, з них 102 десятини належить поміщикам, 18 — селянам. Власність А. О. Злотницького, господарство вів управитель Вацлав Обух-Вощатиський. В урочищі був поміщицький водяний млин.
У 1923 році увійшло до складу новоствореної Великорачанської сільської ради, котра, від 7 березня 1923 року, стала частиною новоутвореного Радомишльського району Малинської округи. За іншими даними, урочище числиться в підпорядкуванні Великорачанської сільської ради станом на 15 червня 1926 року.
Зняте з обліку населених пунктів до 1 вересня 1946 року.